# الظهرة (حبيش)

تعديل مصدري - تعديل

الظهرة هي إحدى قرى عزلة قحزة بمديرية حبيش التابعة لمحافظة إب، بلغ تعداد سكانها 684 نسمة حسب تعداد اليمن لعام 2004.